# 아플로트 대대
아플로트 대대(러시아어: Батальон «Оплот»는 기계화 보병으로 이루어진 도네츠크 인민 공화국의 군사조직이다. 이 대대는 도네츠크 인민 공화국의 국방부에 소속되어 있다.

## 역사
이 대대는 알렉산드르 자하르첸코에게 충성을 맹세한다.
아플로트는 본래 2014년 1월에 예브게니 질린에 의해 하리코프에서 형성된 안티마이단(유로마이단을 반대하는 세력) 조직이었다. 2014년 4월 16일, 아플로트 조직원 20명은 도네츠크 정부 청사를 점령하였고, 도네츠크 인민 공화국의 독립을 위한 주민 투표를 요구하였다.
2014년 5월 말, 아플로트 대대는 도네츠크에 있는 리나트 아흐메토프의 저택을 압류하였다..  이 조직은 2014년 6월에 알렉산드르 자하르첸코에게 충성을 맹세하였고, 이때부터 '대대’로 알려지기 시작했다.
7월 말, 이 대대는 도네츠크 공항과 코제브냐 지역을 공격했다.
2015년 2월 16일, 유럽 연합은 아플로트 대대를 제재 명단에 포함시켰다..